# Dendrobium kauldorumii
Dendrobium kauldorumii är en orkidéart som beskrevs av Thomas M. Reeve. Dendrobium kauldorumii ingår i släktet Dendrobium, och familjen orkidéer.
Artens utbredningsområde är Papua Nya Guinea. Inga underarter finns listade i Catalogue of Life.